# Ертай
Ертай (каз. Ертай, до 2008 г. — Кенес) — аул в Жуалынском районе Жамбылской области Казахстана. Входит в состав Боралдайского сельского округа. Код КАТО — 314239300.

## Население
В 1999 году население аула составляло 681 человек (354 мужчины и 327 женщин). По данным переписи 2009 года, в ауле проживали 723 человека (354 мужчины и 369 женщин).